# “三·二九”起义指挥部旧址
“三·二九”起义指挥部旧址，即黄花岗起义指挥部旧址。位于广东省广州市越秀区北京街道都府社区越华路小东营15号。旁为广中路小学（越华书院原址）以及小东营清真寺。目前为纪念馆，对游客免费开放。

## 历史
1911年4月，孙中山、林觉民、黄兴等革命党人在广州市越华路成立指挥部，为黄花岗起义，即三·二九广州起义做准备。1911年4月27日，农历为该年的三月二十九日。黄兴带领100余名革命党人冲入离指挥部极近的两广总督府（今广东省民政厅）与清军激战一日一夜，并最终以清军胜利告终。失败的一百多名革命党人之中，一部分丧生于此次起义，一部分则是被逮捕后就义。史称“黄花岗起义”，又或者“三·二九广州起义”。

## 建筑布局
指挥部呈典型的清末民居布局，内有拱门出入，并分为序厅、第一展厅、第二展厅、第三展厅以及临展厅共五个展厅。序厅之中有孙中山半身像以及包括黄兴在内的革命党其中四员的半身铜像。

## 馆内陈列
馆中除关于黄花岗起义、辛亥革命的起义图片等展览外，还有当年两广总督府门前的两只石狮子，其中一只布满了23处弹痕。还有各烈士的绝命书、剪报、革命党人所用手枪仿制品等。